# Corticarina similata
Corticarina similata är en skalbaggsart som först beskrevs av Leonard Gyllenhaal 1827.  Corticarina similata ingår i släktet Corticarina, och familjen mögelbaggar. Arten är reproducerande i Sverige.